# Кастелания Копи
Кастеланѝя Копи (на италиански: Castellania Coppi; на пиемонтски: Castlanìa, Кастълания) е село и община в Северна Италия, провинция Алесандрия, регион Пиемонт. Разположено е на 400 m надморска височина. Населението на общината е 91 души (към 2012 г.).
Селището се нарича само Кастелания до 2019 г., когато е преименувано от пиемонтския регионален съвет в чест на известния колоездач Фаусто Копи, който е роден в него.